# Cabrerite
La cabrerite è un minerale, un arseniato idrato di nichel e magnesio, varietà di annabergite.
Il nome deriva dalla località di Sierra Cabreira, in Portogallo.
Descritta per la prima volta da James Dwight Dana (1813–1895) mineralogista, zoologo e geologo statunitense, nel 1868.

## Abito cristallino
In piccoli cristalli prismatici e aghiformi.

## Origine e giacitura
È un minerale secondario caratteristico delle zone di alterazione dei giacimenti a solfuri di nichel. La paragenesi è con eritrite, antlerite, gersdorffite, scorodite, malachite, azzurrite, farmacolite e cloantite.

## Forma in cui si presenta in natura
Si presenta in cristalli, in aggregati polverulenti, incrostazioni.

## Caratteri fisico-chimici
Solubile negli acidi, al cannello cambia colore prima di fondere; va pulita con acqua distillata. La percentuale di MgO può salire fino al 6%.

## Località di ritrovamento
A Sierra Cabreira, nell'Andalusia, regione spagnola; a Laurion, in Grecia; a Hirt, in Austria; ad Ahrbrück, nella regione tedesca della Renania-Palatinato; a Bou Azzer, in Marocco